# 卡利尼夫卡河
50°6′52″N 29°40′9.3″E / 50.11444°N 29.669250°E
卡利尼夫卡河（俄語：Калинівка）是烏克蘭的河流，位於該國北部，流經日托米爾州，屬於伊爾平河的左支流，發源自利西夫卡，河道全長20公里，河水來自雨水、融雪和地下水。